# 成国渠
成国渠，陕西省渭北平原上的古代关中地区西部大型水利灌溉工程。近代渭惠渠的前身。
西汉汉武帝元光六年（前129年）开凿。渠首位于郿县（今陕西眉县东北）渭水北岸开口，引渭水东北流, 穿过经漆水河，经今扶风南、武功县、兴平县南入蒙茏渠，又经咸阳之北，至灞、渭会合处东注入渭水。三国曹魏卫臻征蜀汉时，征集民工又从陈仓引汧水东流，与汉朝成国渠相接，总称为成国渠。北魏时已经湮塞，西魏时又沿渠修堰，唐太宗贞观之后也多次修治，灌溉农田很多。宋朝干涸废弃。